# Hesicasmo

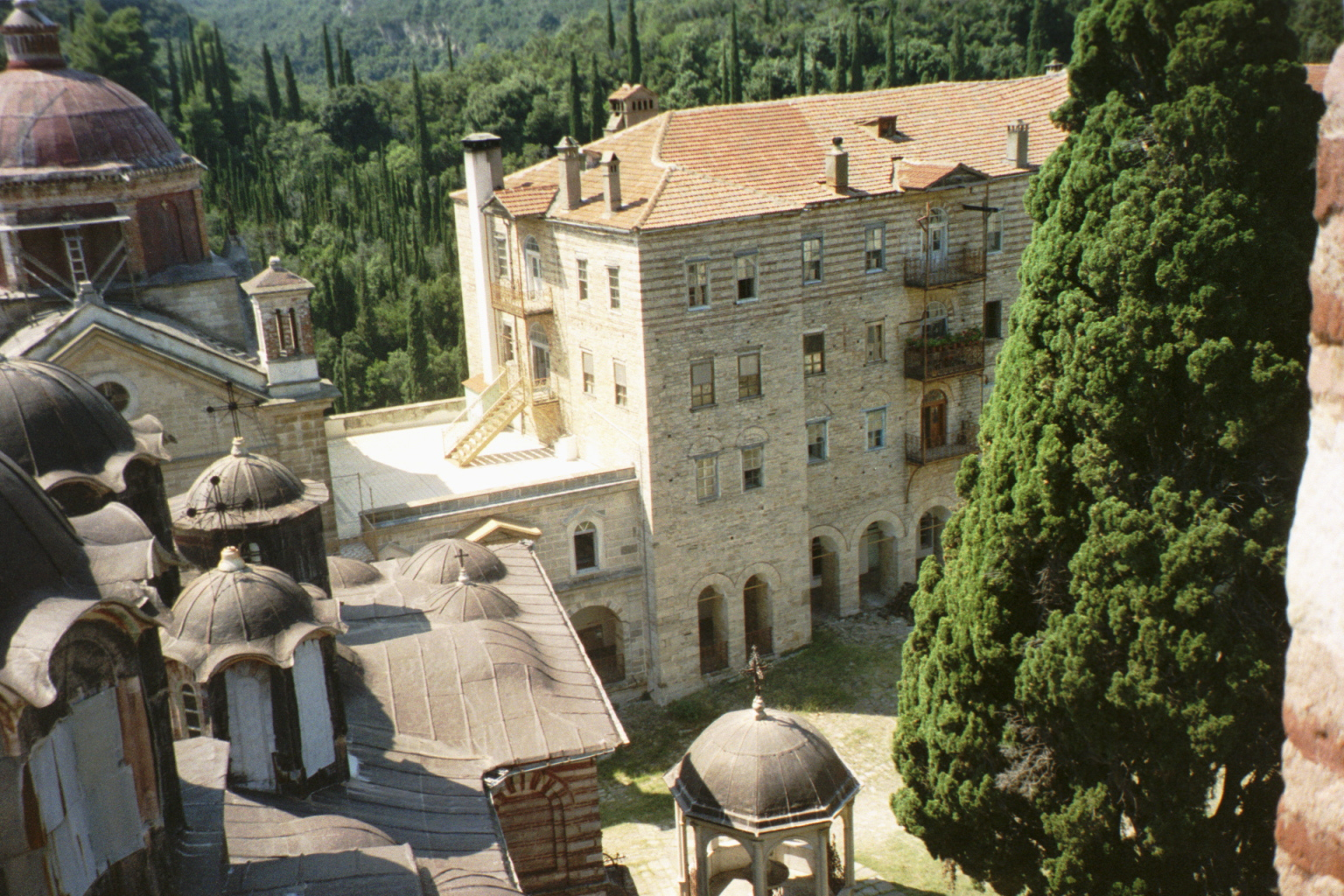
Vista de uma esquina de Zografou

Hesicasmo (em grego: ἡσυχασμός; romaniz.: hesychasmos, derivado de ἡσυχία, hesychia, "quietude, quieto, silêncio") é uma tradição de oração solitária na Igreja Ortodoxa e em algumas Igrejas Católicas Orientais, com as que seguem o rito bizantino, praticada pelo chamado hesicasta (Ἡσυχαστής, hesychastes).
Baseado no ordenamento de Cristo no Evangelho de Mateus («... entra no teu quarto e, fechada a porta, ora a teu Pai que está em secreto...» (Mateus 6:6), o hesicasmo tradicionalmente é definido como o processo de retiro interior pela cessação dos sentidos com o objetivo de obter um conhecimento experimental de Deus (veja theoria).

## Significados do termo
Kallistos Ware distingue cinco diferentes sentidos para o termo "hesicasmo":
1. "Vida solitária", um sentido equivalente a "vida eremita", utilizado desde o século IV;
2. "A prática da oração interior, com o objetivo de obter a união com Deus num nível além das imagens, conceitos e linguagem", um sentido encontrado nas obras de Evágrio do Ponto (345-399), Máximo, o Confessor (ca. 580-662) e Simão, o Novo Teólogo (949-1022);
3. "A busca da união com Deus através da Oração de Jesus", cuja referência mais antiga é encontrada em Diádoco de Photiki (ca. 450);
4. "Uma técnica psicossomática em particular combinada com a Oração de Jesus", sentido que remonta pelo menos até o século XIII;
5. "A teologia de Gregório Palamas", sobre a qual veja Palamismo

## História do termo
A origem do termo hesychasmos e dos termos relacionados hesychastes, hesychia e hesychazo não é inteiramente compreendida. De acordo com as entradas no "A Patristic Greek Lexicon", de Lampe, os termos básicos hesychia e hesychazo aparecem já no século IV nas obras de alguns Padres da Igreja como João Crisóstomo e nos Padres Capadócios. O termo — assim como hesicasta — também aparece no mesmo período em Evágrio do Ponto (ca. 345-399) que, embora estivesse escrevendo no Egito, estava fora do círculo dos capadócios, e na obra "Ditos dos Padres do Deserto". Contudo, no Egito, os termos utilizados com mais frequência são anacoretismo (em grego:  ἀναχώρησις - "retiro, reclusão") e anacoreta (em grego:  ἀναχωρητής - "o que se retira").
O termo hesicasta foi utilizado também no século VI na Palestina nas Vidas de Cirilo de Citópolis, muitas das quais biografam hesicastas contemporâneos dele. É importante notar que diversos dos santos sobre os quais Cirilo estava escrevendo, especialmente São Eutímio, o Grande e São Savas, o Santificado, eram, na realidade, oriundos da Capadócia. As leis (novellae) do imperador bizantino Justiniano I (ca. 527-565) tratam hesicasta e anacoreta como sinônimos, tratando-os como intercambiáveis.
Os termos hesychia e hesychast são utilizados sistematicamente na "A Escada da Divina Ascensão" de São João Clímaco (523-603) e na Pros Theodoulon de Santo Hesíquio (ca. 750?), que é geralmente considerado também parte da chamada "Escola do Sinai". Não se sabe onde nenhum dois nasceu e nem se eles receberam alguma formação monástica.
No século XIV, porém, em Monte Atos, os termos hesychasm (hesicasmo) e hesychast (hesicasta) se referem respectivamente à prática e ao praticante de um método de ascese mental que envolve o uso da Oração de Jesus em conjunto com técnicas psicossomáticas.
Os livros utilizados pelos hesicastas incluem a "Filocalia", uma coleção de textos sobre orações e asceses mentais solitárias escrito a partir do século IV até o século XV e que existe em diversas redações diferentes e independentes. Outras obras incluem a "A Escada da Divina Ascensão", as obras de Simão, o Novo Teólogo (949-1022) e os trabalhos de Isaque de Nínive (séc. VII-VIII?), colecionadas e traduzidas para o grego no Mosteiro de São Sabas, perto de Jerusalém, por volta do século X.

## Controvérsia hesicasta
Por volta de 1337, o hesicasmo atraiu a atenção de um erudito membro da Igreja Ortodoxa, Barlaão de Seminara, um monge calabrês que havia vindo para Constantinopla sete anos antes. Em reação às críticas feitas aos seus escritos teológicos que Gregório Palamas, um monge de Monte Atos e expoente do hesicasmo, havia lhe feito, Barlaão se encontrou com hesicastas e ouviu descrições de suas práticas. Treinado na teologia escolástica ocidental, Barlaão ficou escandalizado pelas descrições que ouviu e escreveu diversos tratados ridicularizando as práticas hesicastas. Ele ficou particularmente chocado que com a doutrina — que ele considerava herética e blasfema — da chamada "luz não criada", cuja natureza os hesicastas acreditavam ser a mesma da luz que manifestara aos discípulos de Jesus na Transfiguração no Monte Tabor e cuja experiência o objetivo da prática hesicasta. As informações que ele obteve atestavam que a crença era de que esta luz não seria parte da essência divina e era contemplada como sendo uma outra hipóstase ("existência"). Barlaão acreditava que este conceito era politeísta, pois postularia a existência de dois seres eternos, um Deus imanente visível e um outro transcendente invisível. De acordo com Meyendorff, Barlaão via "qualquer alegação de uma experiência real e consciente de Deus como messalianismo".
Gregório Palamas, que depois se tornaria arcebispo de Tessalônica, recebeu um pedido dos monges de Athos para que defendesse o hesicasmo dos ataques de Barlaão, o que ele fez fazendo uso de seu excelente conhecimento da filosofia grega e da dialética, métodos também utilizados no ocidente. Ele escreveu uma série de obras e participou de diversos sínodos realizados em Constantinopla na década de 1340, sempre em defesa do hesicasmo.
Em 1341, a disputa foi levada perante um sínodo em Constantinopla que, levando em consideração o apreço tido pelas obras de Pseudo-Dionísio, o Areopagita, condenou Barlaão, que abjurou suas ideias e retornou para a Calábria. Ele se converteu ao catolicismo e se tornou bispo de uma diocese de rito bizantino em comunhão com o papa. Cinco outros sínodos foram realizados sobre o assunto, com uma breve vitória dos oponentes de Palamas no terceiro. Contudo, em 1351, num sínodo presidido pelo imperador bizantino João VI Cantacuzeno, a real distinção Essência-Energias de Palamas foi estabelecida como uma doutrina da Igreja Ortodoxa.
Gregório Acindino, que havia sido discípulo de Gregório e tinha tentado mediar a disputa entre ele e Barlaão, se tornou um crítico do antigo mestre após a partida do monge calabrês em 1341. Outro oponente do palamismo foi Manuel Calecas, que era um defensor da reconciliação entre as igrejas do ocidente e do oriente, separadas desde o Grande Cisma de 1054. Após a decisão de 1351, iniciou-se uma forte repressão contra os pensadores anti-palamistas, reporta por Calecas ainda 1397, e os teólogos que discordavam de Palamas. A única saída foi emigrar e se converter ao catolicismo, caminho seguido por Calecas, Demétrio Cidones e João Kyparissiotes.

## Prática hesicasta
Os hesicastas estão completamente integrados na vida litúrgica e sacramental da Igreja Ortodoxa, incluindo o ciclo diário de orações litúrgicas do Divino Ofício e da Divina Liturgia. Porém, hesicastas vivendo como eremitas tendem a aparecer muito raramente na Divina Liturgia e podem não recitar o Divino Ofício exceto através da Oração de Jesus (prática atestada em Monte Atos). Em geral, os hesicastas restringem suas atividades externas em prol da prática do hesicasmo.
Esta prática envolve criar e manter um foco interior, bloqueando os sentidos físicos, algo que remonta aos escritos de Evágrio do Ponto e mesmo à tradição de ascetismo que chega até Platão. O hesicasta interpreta a ordem de Jesus no Evangelho de Mateus ("entra no teu quarto e, fechada a porta, ora a teu Pai", Mateus 6:6) como significando que devemos ignorar os sentidos e nos retirar internamente. São João Clímaco escreveu: "Hesicasmo é o confinamento da incorpórea faculdade cognitiva primária [a Ortodoxia ensina que existem duas faculdades cognitivas, nous e logos] da alma na casa corpórea do corpo.".
São João Clímaco descreve a prática da seguinte forma:
| “ | Tome o seu lugar num ponto elevado e assista, se você souber como, e então você verá como, quando, de onde e quantos e que tipo de de ladrões chegam para entrar e roubar os seus cachos de uvas. Quando o vigia se cansa, ele se levanta e ora e, então, ele se senta novamente e retoma corajosamente a sua tarefa anterior | ” |
|   | — A Escada da Divina Ascensão, degrau 27.21, São João Clímaco. |   |

Nesta passagem, João diz que a tarefa principal do hesicasta é manter uma ascese mental, que consiste na rejeição dos pensamentos tentadores ("ladrões") que chegam conforme ele sobriamente contempla em sua solidão. Muito da literatura sobre o hesicasmo se ocupa com a análise psicológica destes pensamentos tentadores, algo que remonta ao trabalho sobre as "oito paixões" de Evágrio do Ponto.
As obras "Instituições cenobitas" e "Conferências" de João Cassiano — que escreveu em latim e por isso não aparece na Filocalia — representam a passagem das doutrinas ascéticas de Evágrio para o ocidente e compõem a base da espiritualidade da Ordem de São Bento e suas derivadas.

### Oração de Jesus
Em seu retiro solitário, o hesicasta repete a Oração de Jesus "Senhor Jesus Cristo, Filho de Deus, tem piedade de mim, um pecador". Ele ora "com o coração" — com significado, intenção e de fato (veja ôntica) — e jamais trata a Oração como sendo apenas uma sequência de sílabas cujo significado real é secundário ou sem importância. A repetição pura da Oração de Jesus como uma mera sequência de sílabas com um alegado sentido "místico" interior diferente do significado real das palavras é considerada inútil e até perigosa. Esta ênfase na invocação real e de fato de Jesus Cristo espelha o entendimento oriental (ortodoxo e católico oriental) do "mantra" como tendo significado e ação/voz inseparáveis.
Enquanto ele mantém a sua prática com a Oração de Jesus, que se torna automática e continua por 24 horas por dia, sete dias por semana, o hesicasta cultiva uma atenção cuidadosa (nepsis). A sobriedade contribui para esta ascese mental que rejeita todo tipo de pensamentos tentadores e coloca uma grande ênfase no foco e na atenção. O hesicasta deve prestar extrema atenção à consciência de seu mundo interior e às palavras da Oração de Jesus, não deixando a sua mente viajar de forma nenhuma. Ele deve também acrescentar eros ("anseio, desejo") à sua prática de sobriedade como forma de superar a tentação da acedia ("preguiça"). Contra os pensamentos tentadores, ele deve se utilizar de uma fúria extremamente controlada e direcionada, para obliterá-los através da invocação de Jesus através da invocação da Oração.
O hesicasta deve trazer a sua mente (nous) até o seu coração para conseguir praticar tanto a Oração de Jesus quanto a sobriedade de sua mente em seu coração. A descida da mente para o coração é tomado de forma bastante literal pelos praticantes do hesicasmo e não deve ser de forma alguma considerada como uma expressão metafórica. Algumas das técnicas psicossomáticas descritas no textos hesicastas são para apoiar esta descida. O objetivo é prática da Oração com a mente no coração, livre de imagens mentais (Pros Theodoulon): sua mente atinge um estágio onde ela adquire uma tranquilidade e um vazio que é pontuado apenas pela eterna repetição da Oração de Jesus.
Este estágio é chamado de "guarda da mente" e é um estágio bem avançado da prática ascética e espiritual. Ele pode ser considerado como o objetivo final do hesicasta, uma condição na qual ele permanece o tempo todo, todos os dias até a sua morte. É a partir da guarda da mente que ele é elevado à contemplação pela graça de Deus. O hesicasta geralmente experimenta a contemplação de Deus como uma "luz", a "Luz Não Criada" na teologia de Gregório Palamas. Para ele, quando consegue ter a experiência, é algo fugaz e ele logo retorna e continua a praticar a guarda da mente.

### Doutrina ortodoxa
A tradição ortodoxa adverte contra a busca do êxtase como um fim em si mesmo. O hesicasmo tem como objetivo purificar o membro da Igreja Ortodoxa e torná-lo preparado para um encontro com Deus, que chegará quando e na forma que Ele quiser, pela Sua graça apenas. Quaisquer estados extáticos ou outros fenômenos pouco usuais que podem ocorrer durante a prática hesicasta são considerados secundários e sem importância, até mesmo perigosos. Além disso, buscar experiências espirituais pouco usuais pode em si causar grandes danos, arruinando a alma e a mente de quem procura, levando à chamada "ilusão espiritual" (plani - o antônimo de sobriedade) no qual uma pessoa acredita ser santa, tem alucinações em que "vê" anjos, Cristo e outras imagens religiosas.
Monte Atos, na Grecia, é o centro da prática do hesicasmo.